# 达尔罕旗
达尔罕旗，中华人民共和国旧旗名。
1950年改喀尔喀右翼旗置，治所在今内蒙古自治区达尔罕茂明安联合旗百灵庙镇。1952年与茂明安旗合并为达尔罕茂明安联合旗。
科尔沁左翼中旗也别称达尔罕旗。